# レームス・フォン・ヴォイルシュ

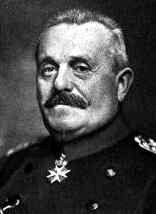
ヴォイルシュ

マルティン・ヴィルヘルム・レームス・フォン・ヴォイルシュ（Martin Wilhelm Remus von Woyrsch、1847年2月4日–1920年8月6日）は、ドイツの軍人、政治家。ドイツ帝国最後の元帥。その他プロイセン王国貴族院議員やヨハネ騎士団名誉団長を務めた。

## 来歴
南ボヘミア地方に由来し、トロッパウに1500年頃に住み着いた貴族の家系に、シレジア地方ブラスラウ近郊のピルスニッツ荘園で生まれた。名前の一部「レームス」は代々受け継がれてきた洗礼名である。父親カール・ヴィルヘルムはプロイセン王国枢密顧問官で、同国貴族院議員やヨハネ騎士団員でもあった。ヴォイルシュは1873年にプロイセン王国森林管理長官の娘と結婚した。ナチス・ドイツで警察大将となったウード・フォン・ヴォイルシュは従兄弟にあたる。
ブレスラウでアビトゥーアに合格した後、1866年4月に第1ポツダム近衛擲弾兵連隊に入営した。入営から8週間で普墺戦争に従軍。近衛連隊の士官候補生として参加したケーニヒグレーツの戦いで、重傷を負って倒れていたアントン王子を救助した。ヴォイルシュが王子の切断された膝に応急処置のため包帯を巻いているところを二人ともオーストリア帝国軍の捕虜となった。瀕死の王子が無駄な流血を避けるため抵抗を拒否したためであった。この様子はのちに戦勝記念塔 (ベルリン)に銅板レリーフに表現されている。
普仏戦争ではグラヴェロットの戦いで負傷し、鉄十字章を受章した。第1近衛兵連隊の中隊長に任命され、のちにドイツ皇帝となるヴィルヘルム王子の直率の部下となった。陸軍大学で学ぶこと無く大参謀本部に配属された。1901年に師団長に任命され、1911年に退役するまで故郷の部隊に勤務し、第VI軍団長が最後の職務だった。

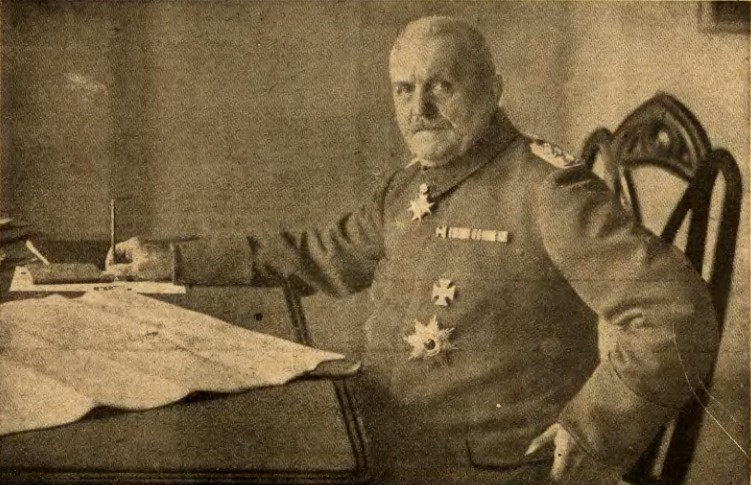
ヴォイルシュ

ところが1914年8月に第一次世界大戦が勃発したため、歩兵大将として現役復帰した。ヴィスワ川まで進撃してオーストリア＝ハンガリー軍の左翼を支え、ロシア軍からシレジアを防衛した。三日間にわたったタルナウカの戦いでは後備軍団を率いてロシア軍の攻撃を支え、オーストリア軍の退却を援護した。この戦いについてサンクトペテルブルクの新聞は「この戦いでのプロイセン軍の小規模な後備兵の活躍が、オーストリア全軍の殲滅を妨害した」と報じている。ヴォイルシュの軍団はパウル・フォン・ヒンデンブルク率いる第9軍に編入された。1915年7月にはロシア軍の戦線を突破した。また1916年のブルシーロフ攻勢をよく防いだため、1917年末に元帥に列せられた。
第一次世界大戦後は故郷ピルスニッツの居館に隠棲し、1920年に73歳で死去した。ピルスニッツはかつてフリードリヒ大王が1741年のオーストリア継承戦争の際に司令部を置いた地でもあった。ブラスラウ市名誉市民、ナイセ市名誉市民、名誉哲学博士号、黒鷲勲章、プール・ル・メリット勲章（1914年）など受章多数。

## 文献
- Bruno Clemenz: Generalfeldmarschall von Woyrsch und seine Schlesier - Eigenhändige Auszüge aus seinem Kriegstagebuch. Carl Flemming, Berlin 1919.